# اوما-وایداتال
اوما-وایداتال (به آلمانی: Auma-Weidatal) یک شهر و در آلمان است که در Greiz واقع شده‌است. اوما-وایداتال ۳٬۹۴۳ نفر جمعیت دارد.